# ヒュンダイ・セレスタ
セレスタ (Celesta) とは、現代自動車の中華人民共和国における合弁企業、北京現代のフルBセグメント - Cセグメントに相当する乗用車。セダン (Yuedong：全新悦動)、およびステーションワゴンの「セレスタRV」 (Yuxing：逸行)がある。

## 初代 (2017年 -)
クラス的にはフルBセグメント (日本で言えば国内向けカローラ相当) といえるが、ボディサイズは3ナンバーに該当する。
グレード構成はヒュンダイ車によくある「GL」「GLS」と「DLX」の3構成で、GLはMTのみ、GLSとDLXはスポーツモードATが選択可能。足回りに関しては前輪ベンチレーテッド/後輪ソリッドのディスクブレーキが備わるが、GLのみリアがドラムブレーキとなる。